# Ozyptila brevipes
De Ozyptila brevipes (tên tiếng Anh: witrugbodemkrabspin) là một loài nhện trong họ Thomisidae.
Loài này thuộc chi Ozyptila. Ozyptila brevipes được Carl Wilhelm Hahn miêu tả năm 1826.

## Hình ảnh

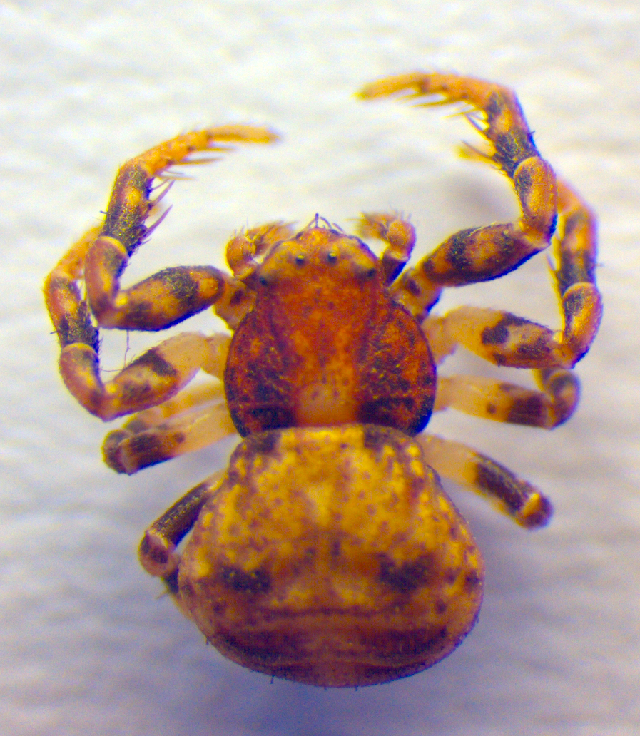